# Gabriel Reyes
Gabriel Martelino Reyes (Kalibo, 24 maart 1892 – Washington, D.C, 10 oktober 1952) was een Filipijnse rooms-katholieke geestelijke. Reyes was van 1932 tot 1949 de eerste Filipijnse aartsbisschop van het aartsbisdom Cebu. Aansluitend was hij tot aan zijn dood in 1952 de eerste Filipijnse aartsbisschop van Manilla.

## Biografie
Reyes studeerde vanaf zijn dertiende aan het St. Vincent Ferrer-seminarie in Jaro, tegenwoordig in Iloilo City. Hij werd op 27 maart 1915 door bisschop Dennis Dougherty tot priester gewijd en kort daarop aangesteld als priester in Balasan. Van 1918 tot 1920 was Reyes priester van de parochie van Capiz. In 1920 werd Reyes benoemd tot kanselier bij het aartsbisdom Jaro en priester van Santa Barbara. Zes jaar later werd hij vicaris-generaal van Jaro. Op 40-jarige leeftijd volgde een benoeming tot bisschop van het aartsbisdom van Cebu. Twee jaar later, op 28 april 1934 wordt Reyes als eerste Filipino benoemd tot aartsbisschop van Cebu.
Op 25 augustus 1949 werd Reyes vanwege ernstige ziekte van de Amerikaanse aartsbisschop van Manilla Michael O'Doherty benoemd tot aartsbisschop-coadjutor van het Aartsbisdom Manilla en titulair aartsbisschop van Phulli. Twee maanden later op 13 oktober volgt Reyes de inmiddels overleden O'Doherty op als aartsbisschop van Manilla. Als aartsbisschop van Manilla was Reyes verantwoordelijk voor de realisatie van het San Carlos Seminarie en de parochiale scholen. Zijn wens om een katholiek centrum op te zetten, werd uiteindelijk gerealiseerd door zijn opvolger Santos, die het Paus Pius XII Katholieke Centrum liet bouwen aan de U.N. Avenue in Manilla.
Op 10 oktober 1952 overleed aartsbisschop Reyes op 60-jarige leeftijd. Hij werd als aartsbisschop opgevolgd door Rufino Santos.
- Library of Congress Control Number: n89177972
- Virtual International Authority File: 13902156
- WorldCat: E39PBJwhwvFCTptQBcrf7dMtrq